# یواس‌اس سورن (۱۸۹۸)
یواس‌اس سورن (۱۸۹۸) (به انگلیسی: USS Severn (1898)) یک کشتی بود که طول آن ۲۲۴ فوت ۳ اینچ (۶۸٫۳۵ متر) بود. این کشتی در سال ۱۸۹۹ ساخته شد.